# Polyzosteria cuprea
Polyzosteria cuprea är en kackerlacksart som beskrevs av Henri Saussure 1863. Polyzosteria cuprea ingår i släktet Polyzosteria och familjen storkackerlackor. Inga underarter finns listade i Catalogue of Life.